# 陈炳强
陈炳强（1990年7月27日—），中国男演员。出生于广东省揭阳市惠来县，现居住在上海。

## 生平
自2009年以來在《皇粮胡同十九号》、《倾世皇妃》等作品中出演。2013年，在《西游·降魔篇》中饰演猪八戒。2014年在灵异惊悚网络剧《灵魂摆渡2》扮演为爱而执着的星 。2015年10月16日其主演的恐怖电影《笔仙魔咒》正式上映，他在其中饰演男主角齐小川，这也是其首次在电影里担任男主角 ；同年在曹盾导演执导的魔幻史诗巨制《九州·海上牧云记》中饰演硕风苏赫。2016年，主演恐怖悬疑电影《死亡游戏》。